# آن سر دنیا
آن سر دنیا (انگلیسی: The Back of Beyond) یک فیلم مستند بلند استرالیایی است که در سال ۱۹۵۴ منتشر شد.
این فیلم تا کنون برندهٔ جوایز گوناگونی شده و موفق‌ترین فیلم مستندِ استرالیایی محسوب می‌شود که نامش در کتاب «۱۰۰ فیلم برتر سینمای استرالیا» آمده است. این فیلم  باعث شد که تام کروس به چشم عموم بیاید و منجر به انتصاب او در ۱ ژانویه ۱۹۵۵ نشان عضو والامقام امپراتوری بریتانیا دریافت کند.

## گزیدهٔ جوایز
- ۱۹۵۴ - جایزه بزرگ دوسالانه ونیز
- ۱۹۵۴ - دیپلم افتخار جشنواره فیلم ادینبورگ
- ۱۹۵۵ - دیپلم افتخار جشنوارهٔ فیلم کیپ تاون
- ۱۹۵۶ - جایزهٔ اول جشنوارهٔ فیلم مونته‌ویدئو
- ۱۹۵۶ - دیپلم افتخار جشنوارهٔ فیلم ژوهانسبورگ
- ۱۹۵۶ - دیپلم افتخار جشنوارهٔ فیلم تِرِنتو

## بیشتر بخوانید
- Burgan, John "The Back of Beyond", Encyclopedia of the Documentary Film, ed. Ian Aitken, Routledge, New York, 2006, pp. 71–2
- Hocking, Scott (ed.) (2006) 100 greatest films of Australian cinema, Scribal Publishing
- Lansell, Russell and Beilby, Peter (ed) (1982) The documentary film in Australia North Melbourne, Cinema Papers
- O'Regan, Tom (1987) 'Australian film in the 1950s' in Continuum: The Australian Journal of Media & Culture Vol. 1 No 1